# Takahiro Sasaki
Takahiro Sasaki (født 25. september 1974) er en tidligere japansk fodboldspiller.
Han har spillet for flere forskellige klubber i sin karriere, herunder Cerezo Osaka.